# José María Rojas Garrido
José María Rojas Garrido (El Agrado, Huila, 6 de septiembre de 1824-Bogotá, 18 de julio de 1883) fue un abogado, diplomático, orador, periodista y político colombiano.
Estudió Derecho en el colegio de Bartolomé, fue gobernador de Neiva, ministro plenipotenciario y llegó a ocupar la presidencia entre abril y mayo de 1866, ya que el general Tomás Cipriano de Mosquera, entonces presidente, tuvo que salir exiliado.
Es considerado como uno de los mejores oradores de la historia de Colombia.

## Biografía
José María nació en Agrado, Huila, el 6 de septiembre de 1824. Y bautizado en la parroquia Santa Rosa de Lima del municipio de El Pital (en el despacho de esta parroquia se encuentra la partida de bautismo enmarcada)
Sobresalió como periodista de corte radical, especialmente en materia religiosa (ya que fue un feróz perseguidor de la hegemonía católica en Colombia), y como un orador elocuente y miembro activo de la masonería colombiana. Se graduó como abogado del Colegio Mayor de San Bartolomé en Bogotá, tomando juramento ante la Corte Suprema de Justicia en 1847. También ejerció como catedrático y educador universitario.

### Gobernador de Neiva (1851-1856)
En 1851 fue nombrado por el entonces presidente José Hilario López como gobernador de la Provincia de Neiva.
Luego en 1855 se mantuvo en el cargo, siendo elegido en una reñida elección por voto (luego de la reforma introducida en la Constitución de 1853) compitiendo con Joaquín Perdomo. Las elecciones, además de ser reñidas, estuvieron cargadas de intrigas, ya que se acusó al jurado de ser negligente, y por los anteriores cargos ocupados por Rojas. Finalmente fue confirmado en el cargo el 29 de septiembre de 1855.
Se desconocen las causas de que dejara el cargo en manos el vicegobernador José María Cuellar, pero se sabe que sucedió durante el primer semestre de 1856. Durante su cargo destacó por 3 razones: Visitó todos los municipios de la provincia, dejando constancia de sus informes en el periódico El Alto Magdalena; por la presentación de un informe provincial ante el Congreso, donde trataba de temas de importancia para la provincia como la educación y el transporte; y un proyecto de reforma a la ordenanza de los municipios de la provincia.
Posteriormente fue elegido como representante a la cámara por el Estado de Antioquia en 1862.

### Diplomacia
En el gobierno del presidente José María Obando, fue designado representante de Colombia ante Venezuela. En 1864 el presidente Tomás Cipriano de Mosquera lo comisionó en Venezuela como ministro plenipotenciario y comisionado especial. Fue designado también como Magistrado de la Corte Suprema de Justicia Federal de Colombia.

## Designación presidencial (1866)

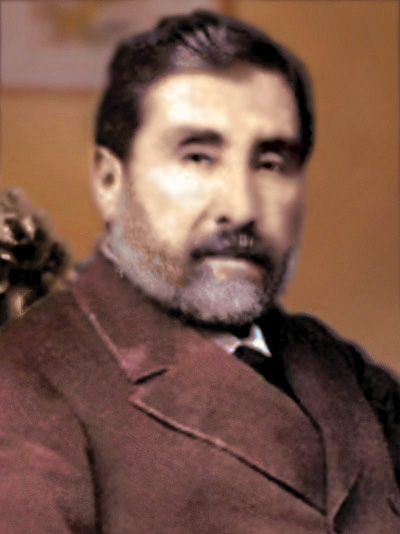
Retrato digitalizado de Rojas.

En febrero de 1866 Rojas fue designado por el Congreso colombiano como primer designado presidencial, junto con Santos Acosta y Marcelino Gutiérrez, como segundo y tercer designado, respectivamente.
Como primer designado fungió como presidente de Colombia, por designación del Congreso, entre el 1 de abril al 20 de mayo de 1866, ante la ausencia del titular Mosquera, que tuvo que salir exiliado del país.

## Post-designación
Rojas entregó el poder a Mosquera a su regreso, quien terminó su mandato en medio de una crisis social que permitió su derrocamiento. En 1867 Rojas fue elegido por segunda vez como magistrado de la Suprema Corte.

### Candidatura presidencial
Rojas se presentó como candidato a las elecciones presidenciales de 1872, pero fue derrotado por el radical liberal Manuel Murillo Toro, y por su sector moderado del liberalismo mosquerista, que apoyó la candidatura de Julián Trujillo Largacha.
Rojas Garrido falleció en Bogotá, el 18 de julio de 1883, a los 58 años.

## Familia
José María era hijo de Juan Felipe Rojas e Inés Garrido, y era hermano de Sergia Rojas Garrido.
Se casó con Luisa de Francisco Mendoza y Ponce, con quien no tuvo descendencia.